# Малогнатовка
Малогнатовка (укр. Малогнатівка) — село на Украине, находится в Волновахском районе  Донецкой области.
Код КОАТУУ — 1421586402. Почтовый индекс — 85773. Телефонный код — 6244.

## Адрес местного совета
85773, Донецкая область, Волновахский р-н, с. Прохоровка, ул.Ленина, 55

## Население
Население по переписи 2001 года составляет 151 человек.

### Известные люди
В селе родился Билязе, Александр Алексеевич.